# Spirostreptus sicarius
Spirostreptus sicarius är en mångfotingart som beskrevs av Carl Graf Attems 1934. Spirostreptus sicarius ingår i släktet Spirostreptus och familjen Spirostreptidae. Inga underarter finns listade i Catalogue of Life.